# Mercedes-Benz Sprinter
Mercedes Benz Sprinter je dodávkový automobil vyráběný německou firmou Mercedes-Benz. V roce 1995 se stal nástupcem modelu Mercedes-Benz T 1 („Bremer Transporter“). Od roku 2006 je vyráběna druhá generace řady Sprinter, ta v roce 2013 prošla faceliftem.
Samonosná karoserie se užívá v mikrobusech,uzavřených dodávkách a například k přestavbám na obytnou dodávku.
Karoserie s rámem se používá pro různé druhy nástaveb valníkového, skříňového, plachtového typu.
Na severoamerickém trhu (NAFTA) se Sprinter zatím neprodává pod značkou Mercedes-Benz, ale Dodge (do 31. prosince 2009) a jako Freightliner Sprinter (v USA).

## Motorizace

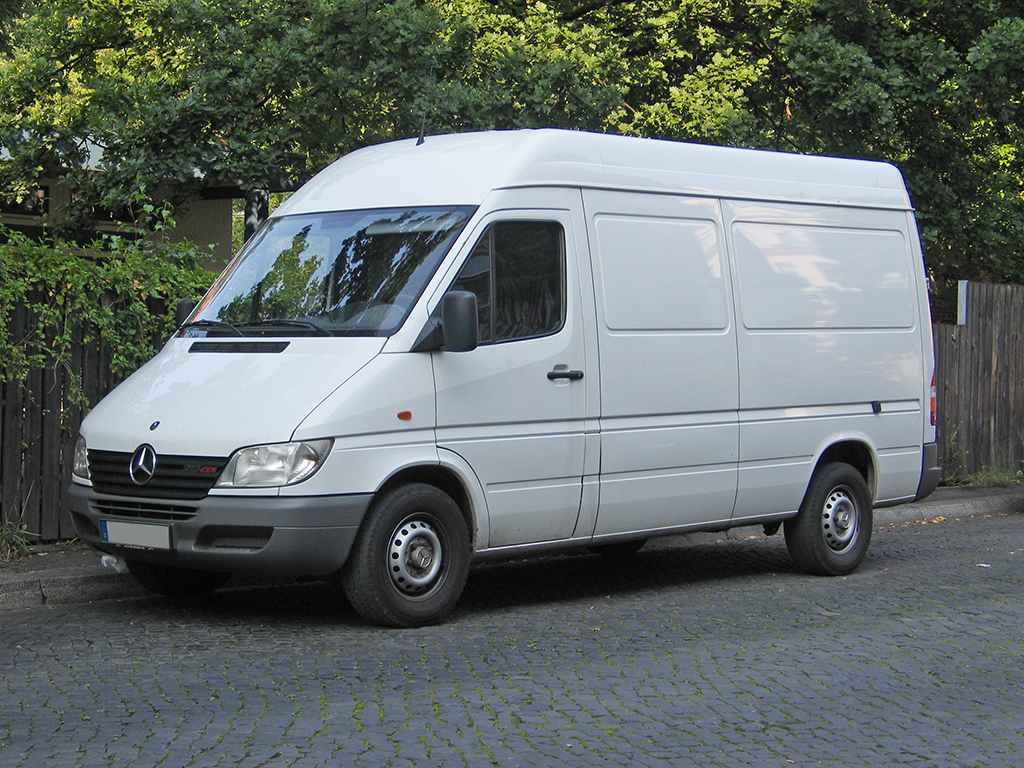
Mercedes-Benz Sprinter T1N, první facelift
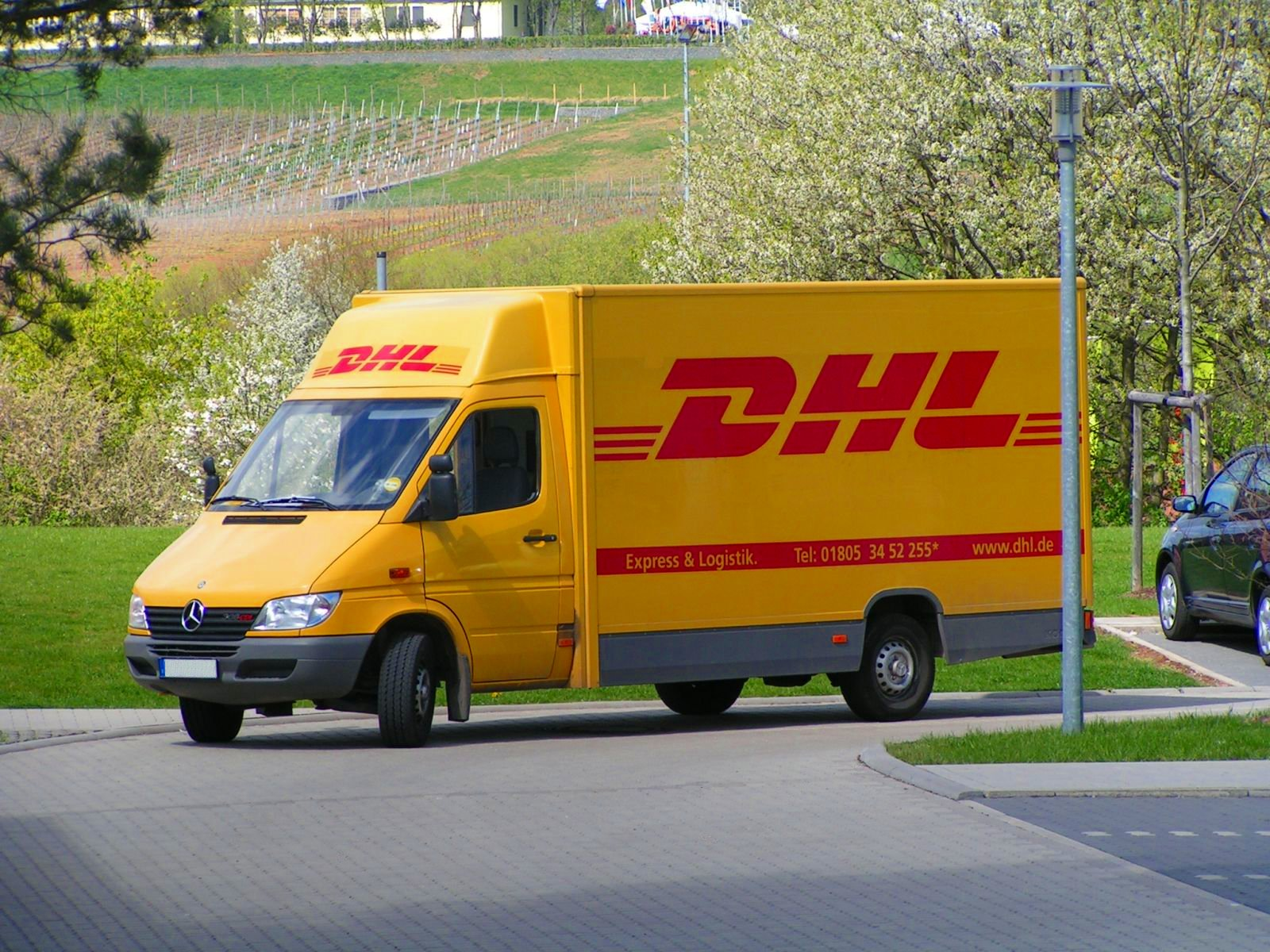
Sprinter firmy DHL
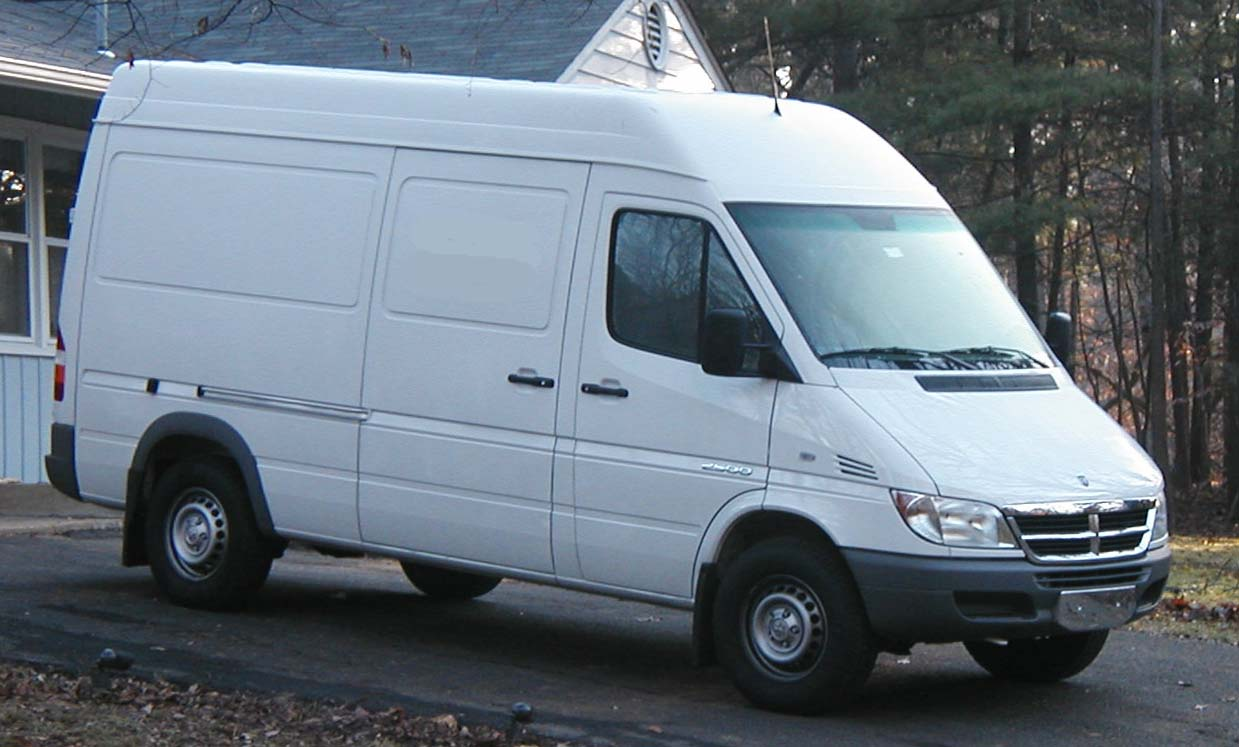
Dodge Sprinter
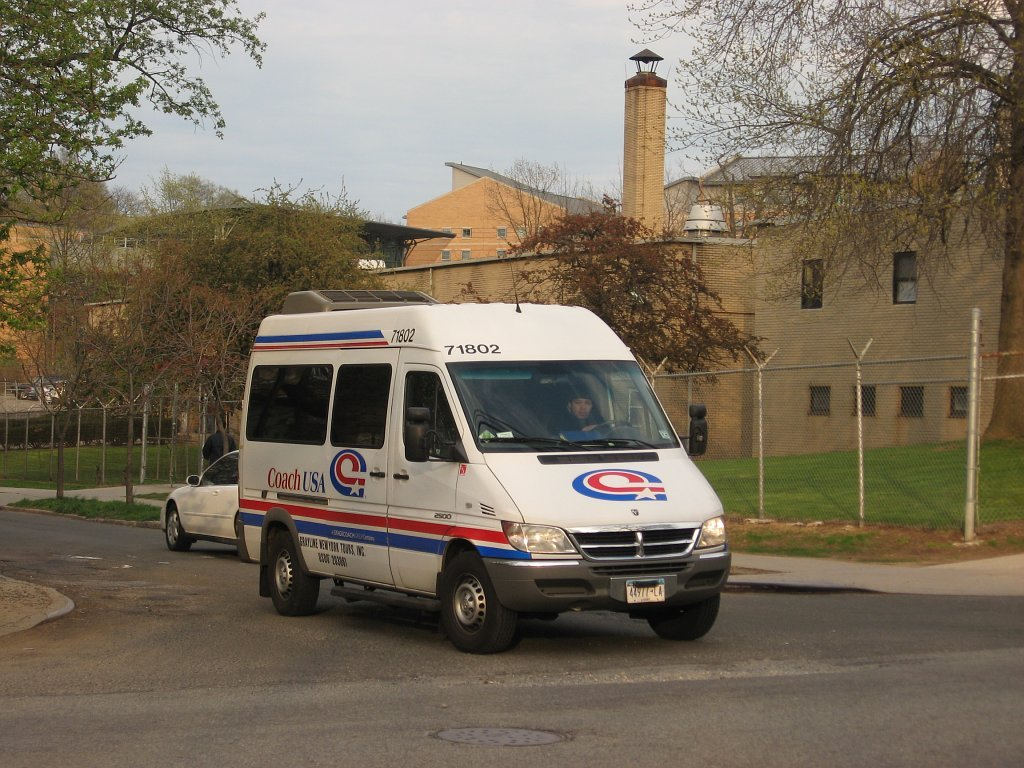
Dodge Sprinter

Aktuální modely k zapracování – na stránkách MB (odkaz):
https://web.archive.org/web/20150527022323/http://www.mercedes-benz.cz/content/czechia/mpc/mpc_czechia_website/czng/home_mpc/van/home/new_vans/models/sprinter_906/panel_van_/data/dimensions.html#_int_van:home:model-navi:dimensions